# Schlangen in Japan
Die Schlangen Japans umfassen Stand 2022 insgesamt 45 Arten. Aufgrund der Geographie des japanischen Archipels sind davon mit 22 Arten etwa die Hälfte sowie einige Unterarten endemisch, d. h. ausschließlich dort verbreitet. Für diese Zählung der endemischen Arten wurden vier Arten eingeschlossen, die auch auf der von Japan und Russland beanspruchten Insel Kunaschir vorkommen, die nördlich Hokkaidōs im äußersten Süden der Kurilen liegt. Diese umfassen die Insel-Kletternatter, Japanische Vierstreifennatter, Japanische Waldnatter und Lycodon orientalis. Die meisten Schlangenarten leben jedoch auf den Nansei-Inseln im äußersten Süden Japans. Auf den japanischen Hauptinseln (Honshū, Kyūshū, Shikoku und Hokkaidō) sind dagegen nur acht Schlangenarten verbreitet: die Insel-Kletternatter, Japanische Vierstreifennatter, Japanische Waldnatter, Hebius vibakari, Lycodon orientalis, Achalinus spinalis, sowie die giftige Tigernatter und Mamushi. Von diesen acht kommen die drei Arten Hebius vibakari, Achalinus spinalis und die Tigernatter jedoch nicht auf der nördlichsten Hauptinsel Hokkaidō vor.
Die einzige als vom Aussterben bedroht eingestufte Schlange ist Opisthotropis kikuzatoi. Diese einzige Süßwasserschlangenart Japans lebt lediglich in den Bächen auf Kume-jima, einer Insel der Okinawa-Gruppe. Weitere national als bedroht eingestufte Arten finden sich auf der Roten Liste gefährdeter Reptilien Japans.

## Giftschlangen

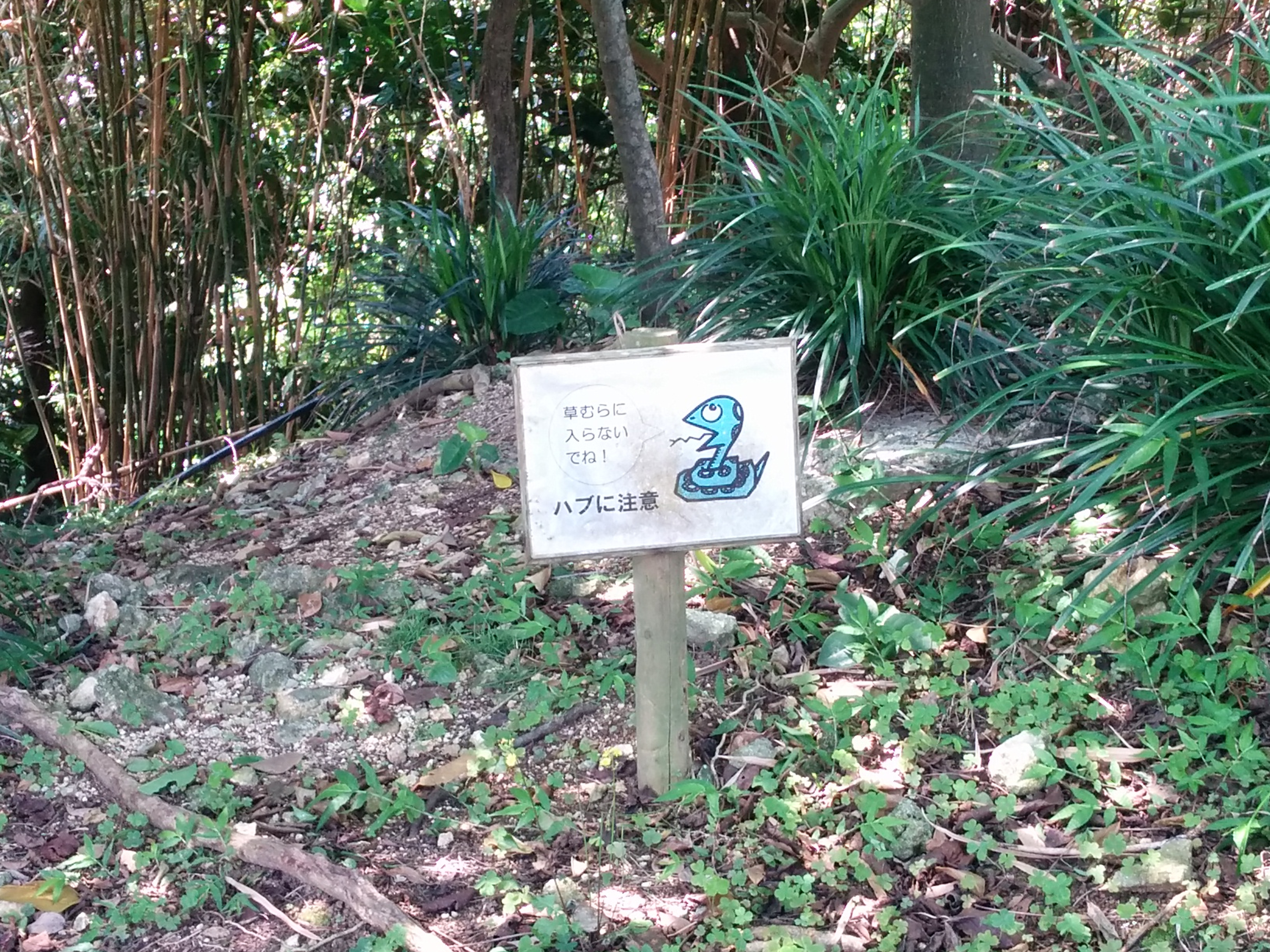
Warnung vor der Habuschlange

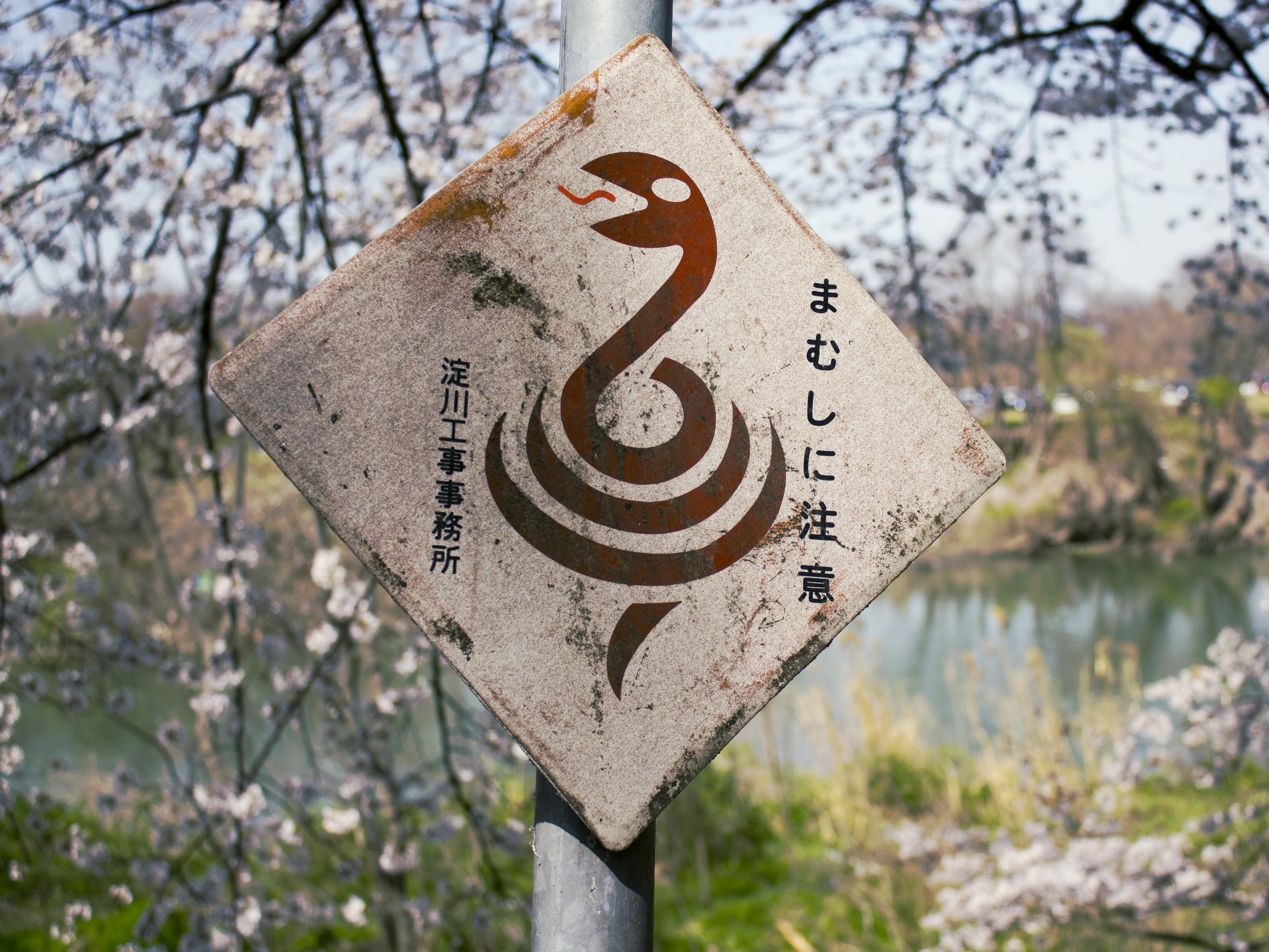
Warnung vor der Giftschlangenart Mamushi am Fluss Yodo

Zu den giftigen Arten gehören einige Giftnattern und Vipern. Die giftigste Schlange Japans ist der in Korallenriffen im Süden Japans lebende Halbgebänderte Plattschwanz und auch andere giftige Seeschlangen sind dort anzutreffen. Jedoch sind Bissunfälle an Land durch die im Japanischen „Habu“ genannten Vipernarten aus den Gattungen Protobothrops und Ovophis deutlich häufiger. Allein in der Präfektur Okinawa sind zwischen 1964 und 2019 insgesamt 53 von 9176 Menschen (0,58 %) durch Schlangenbisse der Habu-Schlange (Protobothrops flavoviridis) ums Leben gekommen, jedoch nahmen die Bissunfälle seit den 1960er Jahren stark ab, sodass der letzte Todesfall sich dort im Jahr 1999 ereignete. Bei der Sakishima-Habu (Protobothrops elegans) ist die Zahl mit einem Todesfall im Jahr 1979 bei 2618 registrierten Bissen (0,04 %) im gesamten Verbreitungsgebiet deutlich geringer, da sie weniger giftig ist und beim Biss oft erst gar kein Gift injiziert wird. Eine weitere bekannte Giftschlangenart ist die Mamushi, die im Gegensatz zu den Habu auch auf den japanischen Hauptinseln vorkommt.

## Schlangen in der japanischen Kultur

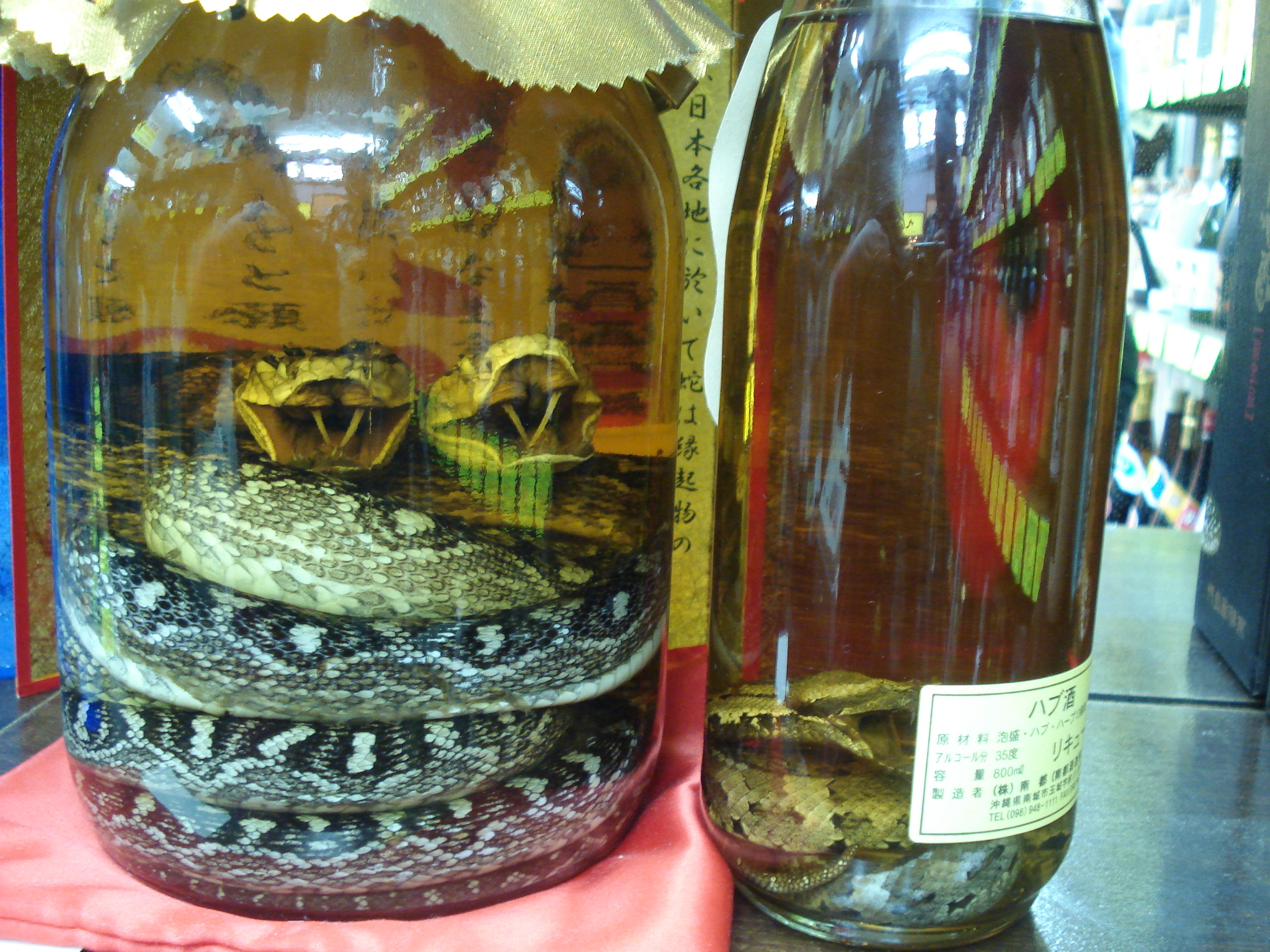
Habushu mit eingelegten Habuschlangen

### Nutzung als Lebensmittel
Wie in vielen anderen asiatischen Ländern werden auch in Japan Schlangen teilweise zum Essen oder zur Herstellung von Schlangenschnaps gefangen. Gegessen werden dabei auch giftige Arten, darunter oft Seeschlangen, die als Beifang in Schleppnetze geraten und meist aus anderen asiatischen Ländern importiert werden. In Japan werden zur Herstellung von Habushu-Schlangenschnaps die auf den Ryūkyū-Inseln endemischen Habuschlangen verwendet und in Awamori-Likör eingelegt. Auch andere Grubenotternarten wie die Mamushi werden verwendet. Das Gift der zur Giftabgabe ertränkten Viper wird durch den enthaltenen Alkohol denaturiert. Aus tierschutzrechtlichen Gründen ist die Ausfuhr in viele Länder verboten.

### Nutzung als Leder

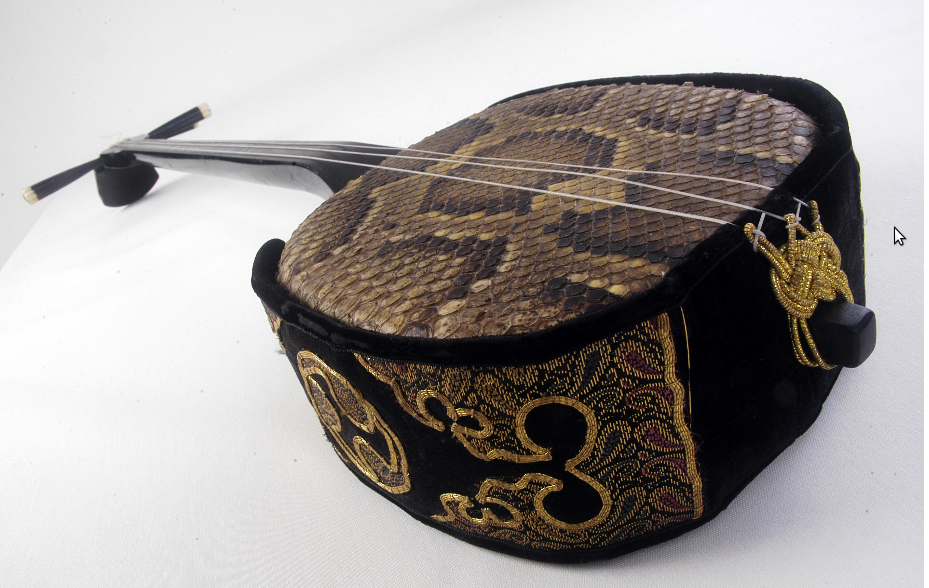
Sanshin, traditionell mit Schlangenhaut bespannt

Die Haut von Schlangen wird teilweise ebenfalls verwendet, beispielsweise für die Bespannung von Resonanzkörpern der Sanshin, eines traditionellen Musikinstruments, verbreitet in Okinawa und den Amami-Inseln. Sie basiert auf der chinesischen dreisaitigen Laute sanxian, die im 13. Jahrhundert entwickelt wurde und Ende des 16. Jahrhunderts von China aus ins Königreich Ryūkyū kam. Dort wurde sie sanshin (三線 ‚drei Drähte‘) bzw. jabisen (蛇皮線 ‚Schlangenhaut-Saiten/Drähte‘) genannt und war auch ein Symbol für Reichtum. Später kam das Instrument als shamisen (三味線 ‚drei geschmackvolle Drähte/Saiten‘) auf die japanischen Hauptinseln, wo die Schlangenhaut durch Katzen- und Hundehaut ersetzt wurde.

### Religion und Volksglaube

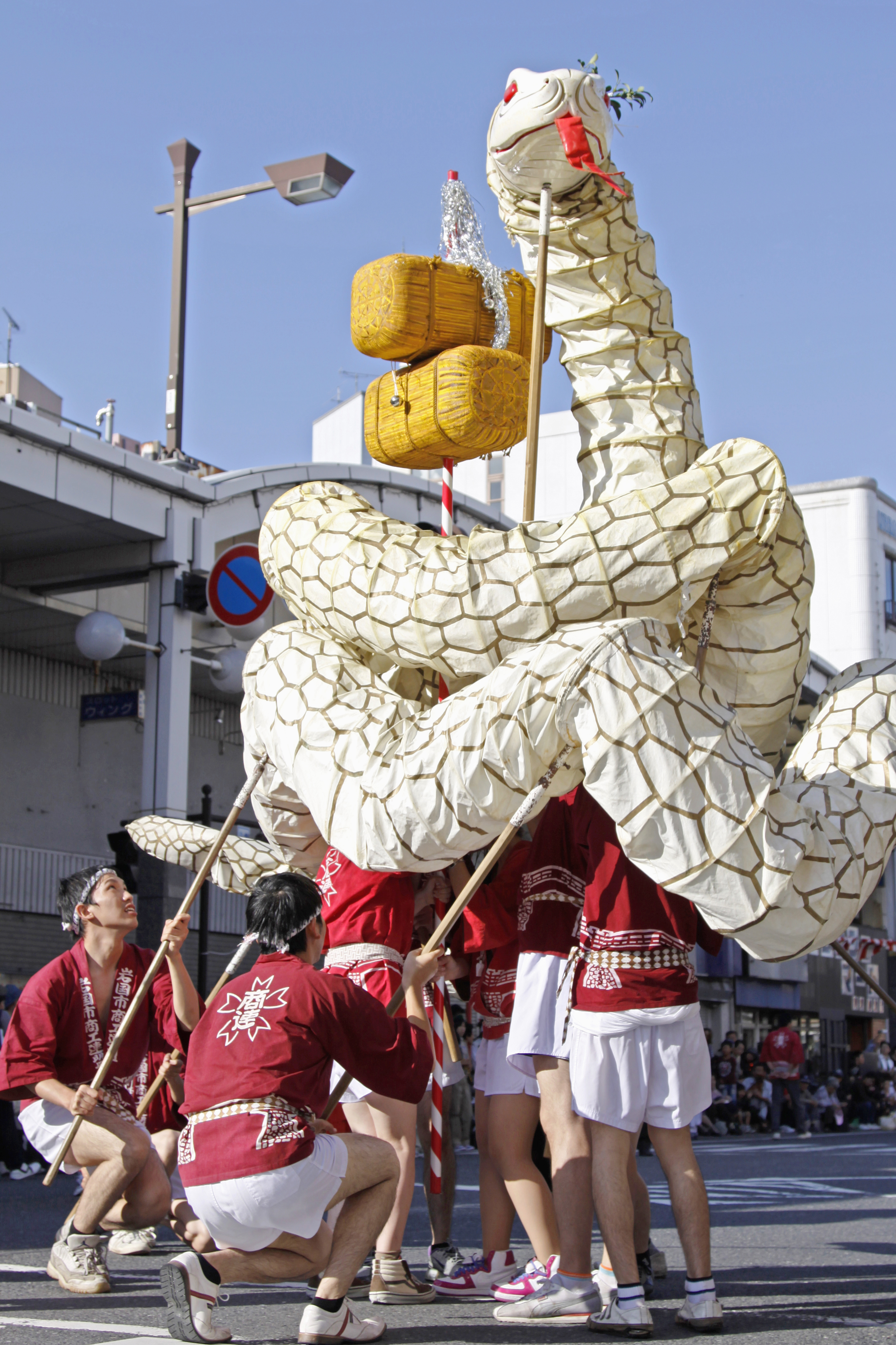
Festival-Teilnehmer lassen am 53. jährlichen Iwakuni-Festival eine Weiße Schlange zwei Reisbündel umschlängeln

Im Shintōismus teilen Schlangen viele mythologische Merkmale mit Drachen, die wie in der chinesischen Mythologie mit Wasser in Verbindung gebracht werden und als wohlwollend, gerecht und weise gelten. Schlangen werden als Boten der Drachen in der Welt der Menschen verstanden. Dank ihrer Fähigkeit, ihre Haut ständig abzuwerfen und wiedergeboren zu werden, sind sie in der japanischen Mythologie als Gestaltwandler bekannt. Danach können sie Tausende von Jahren alt werden und zwischen der Unterwelt, dem Himmel und der menschlichen Welt wandeln. Von Shintō-Anhängern wird die Begegnung mit einer lebenden Schlange als äußerst glückliches Omen angesehen, während die Begegnung mit einer toten Schlange als Zeichen kommenden Unglücks gilt.
In der Stadt Iwakuni gibt es seit der Edo-Zeit durch Albinismus eine Population von weißen Schlangen der Insel-Kletternattern bzw. Japanischen Kletternattern. Die ungefährliche, rattenfressende weiße Schlange wurde von den Menschen wegen ihres schönen und mysteriösen Aussehens als „Glücksbringende Schutzgottheit des Hauses“ und „Botschafter der Götter“ geschützt. Es wird vermutet, dass ihre Population dadurch zunahm.
Im japanischen Volksglauben spielen Yōkai eine Rolle. Diese sind Figuren und Kreaturen, die mit Dämonen vergleichbar sind. Darunter finden sich auch einige schlangenartige Kreaturen und Mischwesen, beispielsweise:
- Genbu bzw. „Schwarze Schildkröte“: halb Schildkröte, halb Schlange[12]
- Nomori: eine drei Meter lange Schlangenkreatur mit sechs Beinen, die in Bergwäldern lebt[13]
- Nue: Mischwesen mit dem Kopf eines Affen, dem Körper eines Tanuki, den Beinen eines Tigers und einer Schlange als Schwanz[14]
- Nure-onna: Seeschlangenartiger Yōkai mit dem Oberkörper und Kopf einer Frau
- Tsuchinoko: eine stumpige, schlangenartige Kreatur[15]
- Uwabami: eine riesige Schlange, die Unmengen Fleisch, darunter auch Menschen, und Alkohol frisst[16]

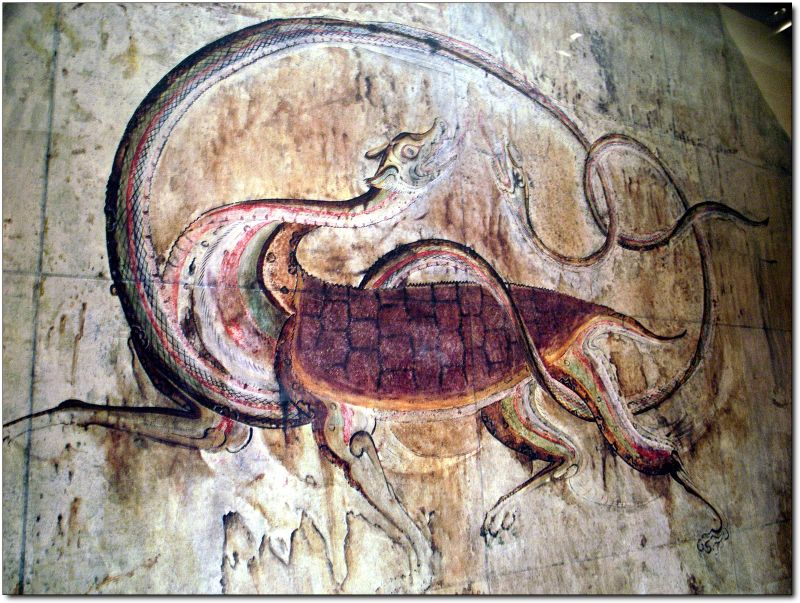
Genbu
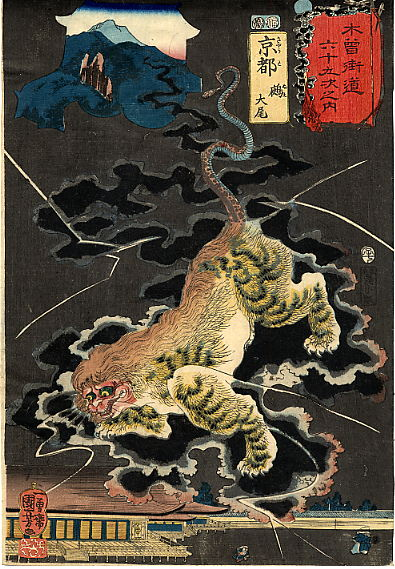
Nue
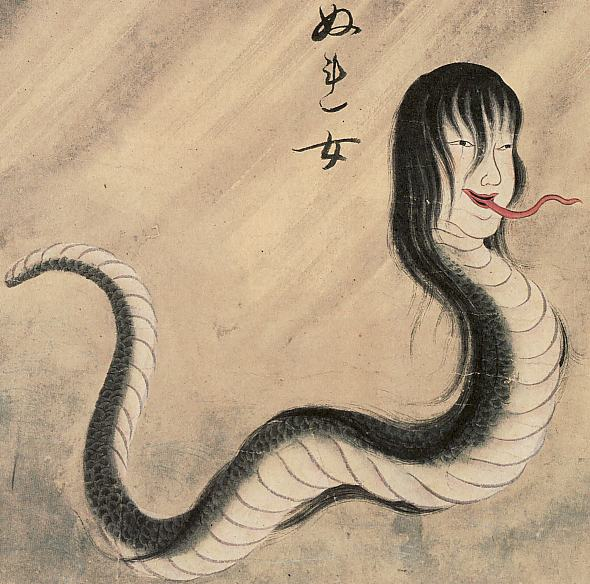
Nure-onna
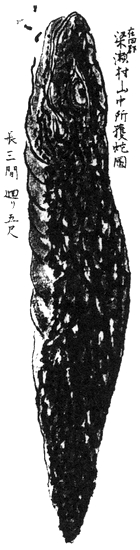
Tsuchinoko

## Liste der Schlangenarten Japans
In Japan finden sich nach der Reptile Database Stand 2023 insgesamt 45 Schlangenarten, die im Folgenden nach Schlangenfamilie und innerhalb dieser alphabetisch nach Taxon sortiert aufgelistet sind:
- Gattung: Name und Taxon der Gattung, z. B. „Kletternattern (Elaphe)“
- Name (Taxon) Jap. Name (Lesung)
  - Trivialname, falls vorhanden, und Taxon der Art
  - Japanischer Name in der für Artnamen üblichen Katakana-Schreibweise sowie die zugehörige Lesung in Klammern
- Beispielbild: Ein Beispielbild der Art – abweichende Morphen können existieren
- Verbreitungsgebiet: Angabe, ob in Japan (nicht) endemisch, sowie Auflistung der Verbreitungsgebiete bzw. Karte
- Gefährdung: Nationale und internationale Gefährdungskategorie
  - JPN: Gefährdungskategorie nach der nationalen Roten Liste Japans 2020 des Japanischen Umweltministeriums. Nicht gefährdete Arten werden hierbei nicht aufgelistet.[18]
  - IUCN: Die internationale Einstufung der IUCN ist zusätzlich mit Jahreszahl der Roten Liste angegeben
  - Kategorie-Symbole
    - : Vom Aussterben bedroht („Critically Endangered“)
    - : Stark gefährdet („Endangered“)
    - : Gefährdet („Vulnerable“)
    - : Potentiell gefährdet („Near Threatened“)
    - : Nicht gefährdet („Least Concern“)
    - : Unzureichende Datengrundlage („Data Deficient“)
    - : Nicht beurteilt („Not Evaluated“)
    - (LP): Regional isolierte Populationen mit hohem Aussterberisiko („Locally endangered Population“)

| Gattung                                            | Name (Taxon) Jap. Name (Lesung)                                                                  | Beispielbild                                 | Verbreitungsgebiet | Bemerkungen | Gefährdung                                                  |
| -------------------------------------------------- | ------------------------------------------------------------------------------------------------ | -------------------------------------------- | --- | --- | ----------------------------------------------------------- |
| Eigentliche Zwergschlangen (Calamaria)             | Braune Riednatter (Calamaria pavimentata) ヒメヘビ (Hime-Hebi)                                   | Braune Riednatter                            | nicht endemisch: (nicht wie abgebildet auf Java) | 2 Unterarten: - C. p. miyarai (jap. ミヤラヒメヘビ, Miyara-Hime-Hebi); endemisch auf Yonaguni - C. p. pavimentata                                      | JPN: (C. p. pavimentata) IUCN: 2012                         |
| Eigentliche Zwergschlangen (Calamaria)             | Calamaria pfefferi ミヤコヒメヘビ (Miyako-Hime-Hebi)                                             | Externes Bild (Bitte Urheberrechte beachten) | endemisch: Miyako-Inseln (Miyako-jima und Irabu-jima) | das gesamte Verbreitungsgebiet wird auf eine Fläche von weniger als 50 km² geschätzt                                                                   | JPN: IUCN: 2017                                             |
| Kletternattern (Elaphe)                            | Insel-Kletternatter (Elaphe climacophora) アオダイショウ (Aodaishō)                              | Insel-Kletternatter                          | endemisch: Hauptinseln (Hokkaidō, Honshū, Shikoku, Kyūshū), Yakushima, Tanegashima, Tsushima, Ryūkyū-Inseln sowie Kunaschir                                                                                                   | in der Stadt Iwakuni gibt es eine Population mit Albinismus, die als Botschafter der Götter und Glücksbringer verehrt und geschützt werden             | IUCN: 2017                                                  |
| Kletternattern (Elaphe)                            | Japanische Vierstreifennatter (Elaphe quadrivirgata) シマヘビ (Shima-Hebi)                       | Japanische Vierstreifennatter                | endemisch: Hauptinseln (Hokkaidō, Honshū, Shikoku, Kyūshū), Yakushima, Tanegashima, Oki-Inseln, Izu-Inseln. Südlichstes Verbreitungsgebiet ist Kuchinoshima und nördlichstes Kunaschir.                                       | vier schwarze Längsstreifen verleihen der Art ihren Namen                                                                                              | IUCN: 2017                                                  |
| Kletternattern (Elaphe)                            | Schönnatter (Elaphe taeniura) スジオナメラ (Sujionamera)                                         | Schönnatter                                  | nicht endemisch: Weite Teile Südostasiens | 9 Unterarten, darunter endemisch: - E. t. schmackeri (jap. サキシマスジオ, Sakishima-Sujio)                                                            | JPN: (E. t. schmackeri) IUCN:                               |
| Kletternattern (Elaphe)                            | Gekielte Kletternatter (Elaphe carinata) シュウダ (Shūda)                                        | Gekielte Kletternatter                       | nicht endemisch: Die Nominatform ist in Taiwan, in China sowie auf der nördlichen indochinesischen Halbinsel und auf den japanischen Senkaku-Inseln verbreitet. Die Unterart E. c. yonaguniensis ist auf Yonaguni verbreitet. | 2 Unterarten: - E. c. carinata (jap. シュウダ, Shūda) - E. c. yonaguniensis (jap. ヨナグニシュウダ, Yonaguni-Shūda)                                    | JPN: IUCN: 2021                                             |
| Euprepiophis                                       | Japanische Waldnatter (Euprepiophis conspicillata) ジムグリ (Jimuguri)                           | Japanische Waldnatter                        | endemisch: Honshū, Shikoku, Kyūshū, Hokkaidō, Yakushima, Tanegashima, den Ryūkyū-Inseln sowie auf der Insel Kunaschir | | IUCN: 2017                                                  |
| Wolfszahnnattern (Lycodon)                         | Lycodon multifasciatus サキシマバイカダ (Sakishima-Baikada)                                      | Externes Bild (Bitte Urheberrechte beachten) | endemisch: Yaeyama- (Iriomote-jima und Ishigaki-jima) und Miyako-Inseln (Miyako-jima und Irabu-jima) | | JPN: IUCN: 2017                                             |
| Wolfszahnnattern (Lycodon)                         | Großzahnnatter (Lycodon rufozonatus) アカマダラ (Aka-Madara)                                     | Großzahnnatter                               | nicht endemisch: Ostchina, Südosten Russlands, Nordkorea und Taiwan; in Japan kommt sie lediglich auf den südlichsten Ryūkyū-Inseln und auf Tsushima vor                                                                      | 2 Unterarten: - L. r. rufozonatus (jap. アカマダラ, Aka-Madara) - L. r. walli (jap. サキシママダラ, Sakishima-Madara); endemisch auf den Miyako-Inseln | JPN: (L. r. rufozonatus) bzw. (LP) (L. r. walli) IUCN: 2017 |
| Wolfszahnnattern (Lycodon)                         | Berg-Wolfszahnnatter (Lycodon ruhstrati)                                                         | Lycodon ruhstrati                            | nicht endemisch: Südost-China, Taiwan, Nordvietnam, Ryūkyū-Inseln | 2 Unterarten: - L. r. abditus - L. r. multifasciatus (jap. サキシマバイカダ, Sakishima-Baikada)                                                        | IUCN: 2014                                                  |
| Wolfszahnnattern (Lycodon)                         | Lycodon orientalis シロマダラ (Shiro-Madara)                                                     | Lycodon orientalis                           | endemisch: Kyūshū, Honshū, Shikoku und Hokkaidō, Kunaschir | | IUCN: 2017                                                  |
| Wolfszahnnattern (Lycodon)                         | Lycodon semicarinatus アカマタ (Akamata)                                                         | Lycodon semicarinatus                        | endemisch: Okinawa- und Amami-Inseln | | IUCN: 2017                                                  |
| Asiatische Rennnattern (Ptyas)                     | Ptyas herminae サキシマアオヘビ (Sakishima-Aohebi)                                               | Externes Bild (Bitte Urheberrechte beachten) | endemisch: Yaeyama-Inseln | | JPN: IUCN: 2017                                             |
| Asiatische Rennnattern (Ptyas)                     | Ptyas semicarinata リュウキュウアオヘビ (Ryūkyū-Aohebi)                                          | Ptyas semicarinata                           | endemisch: Ryūkyū-Inseln | | IUCN: 2017                                                  |
| Hebius                                             | Hebius concelarus ミヤコヒバァ (Miyako-Hibā)                                                     | Externes Bild (Bitte Urheberrechte beachten) | endemisch: Miyako-Inseln (Miyako-jima und Irabu-jima) | | JPN: IUCN: 2017                                             |
| Hebius                                             | Hebius ishigakiensis ヤエヤマヒバァ (Yaeyama-Hibā)                                               | Externes Bild (Bitte Urheberrechte beachten) | endemisch: Yaeyama-Inseln (Ishigaki-jima und Iriomote-jima) | | IUCN: 2017                                                  |
| Hebius                                             | Hebius pryeri ガラスヒバァ (Garasu-Hibā)                                                         | Hebius pryeri                                | endemisch: Amami- und Okinawa-Inseln | | IUCN: 2017                                                  |
| Hebius                                             | Hebius vibakari ヒバカリ (Hibakari)                                                              | Hebius vibakari                              | nicht endemisch: Nordost-China, Japan (Kyūshū, Shikoku, Honshū und der zu Danjo-guntō gehörenden Insel Oshima), koreanische Halbinsel und Teile Russlands                                                                     | 3 Unterarten, darunter auf den Danjo-Inseln endemisch: - H. v. danjoensis (jap. ダンジョヒバカリ, Danjo-Hibakari)                                      | JPN: (H. v. danjoensis) IUCN: 2021                          |
| Opisthotropis                                      | Opisthotropis kikuzatoi キクザトサワヘビ (Kikuzato-Sawahebi)                                     | Externes Bild (Bitte Urheberrechte beachten) | endemisch: Bäche von Kume-jima | Süßwasserschlange bei der Tauchzeiten von mindestens 25 Minuten beobachtet wurden.                                                                     | JPN: IUCN: 2017                                             |
| Rhabdophis                                         | Tigernatter (Rhabdophis tigrinus) ヤマカガシ (Yamakagashi)                                       | Tigernatter                                  | nicht endemisch: West-China, Ostrussland, Nord- und Südkorea, Taiwan, Vietnam und Japan | giftig | IUCN: 2021                                                  |
| Sinomicrurus                                       | Iwasakis Korallenotter (Sinomicrurus iwasakii) イワサキワモンベニヘビ (Iwasaki-Wamonbeni-Hebi)   | Externes Bild (Bitte Urheberrechte beachten) | endemisch: Ishigaki-jima | giftig | JPN: IUCN:                                                  |
| Sinomicrurus                                       | Sinomicrurus japonicus ヒャン (Hyan)                                                             | Externes Bild (Bitte Urheberrechte beachten) | endemisch: Amami-Inseln und Okinawa-Inseln | giftig; 2 Unterarten: - S. j. boettgeri (jap. ハイ, Hai) - S. j. japonicus (jap. ヒャン, Hyan)                                                         | JPN: IUCN: 2017                                             |
| Sinomicrurus                                       | MacClellands Korallenschlange (Sinomicrurus macclellandi) ワモンベニヘビ (Wamonbeni-Hebi)        | MacClellands Korallenschlange                | nicht endemisch: Südasien und Ostasien | giftig; 3 Unterarten | IUCN:                                                       |
| Schildkröten- köpfige Seeschlangen (Emydocephalus) | Japanische Schildkrötenkopf-Seeschlange (Emydocephalus ijimae) イイジマウミヘビ (Iijima-Umihebi) | Japanische Schildkrötenkopf-Seeschlange      | nicht endemisch: Gewässer vor China, Taiwan, Kyūshū und den japanischen Ryūkyū-Inseln | giftig | JPN: IUCN: 2010                                             |
| Ruderschlangen (Hydrophis)                         | Kurzschwanz-Seeschlange (Hydrophis curtus) トゲウミヘビ (Toge-Umihebi)                           | Externes Bild (Bitte Urheberrechte beachten) | nicht endemisch: Küstengewässer Südostasiens | giftig | IUCN: 2021                                                  |
| Ruderschlangen (Hydrophis)                         | Streifenruderschlange (Hydrophis cyanocinctus) マダラウミヘビ (Madara-Umihebi)                   | Streifenruderschlange                        | nicht endemisch: Küstengewässer Südostasiens | giftig | IUCN: 2010                                                  |
| Ruderschlangen (Hydrophis)                         | Hardwickes Seeschlange (Hydrophis hardwickii)                                                    | Hydrophis hardwickii                         | nicht endemisch: Küstengewässer Südasiens | giftig | IUCN:                                                       |
| Ruderschlangen (Hydrophis)                         | Hydrophis melanocephalus クロガシラウミヘビ (Kurogashira-Umihebi)                                | Hydrophis melanocephalus                     | nicht endemisch: Küstengewässer Südostasiens | giftig | IUCN: 2010                                                  |
| Ruderschlangen (Hydrophis)                         | Hydrophis ornatus クロボシウミヘビ (Kuroboshi-Umihebi)                                           | Hydrophis ornatus                            | nicht endemisch: Küstengewässer Südostasiens | giftig | IUCN: 2010                                                  |
| Ruderschlangen (Hydrophis)                         | Großkopf-Ruderschlange (Hydrophis stokesii)                                                      | Hydrophis stokesii                           | nicht endemisch: Küstengewässer Südostasiens | giftig; die Art wurde erstmals 2021 in Japan um Okinawa entdeckt, 900 km nördlich ihres bis dato bekannten Verbreitungsgebiets                         | IUCN: 2010                                                  |
| Ruderschlangen (Hydrophis)                         | Plättchenseeschlange (Hydrophis platurus) セグロウミヘビ (Seguro-Umihebi)                        | Plättchenseeschlange                         | nicht endemisch: Küstengewässer im Indischen und Pazifischen Ozean | giftig | IUCN: 2017                                                  |
| Plattschwänze (Laticauda)                          | Nattern-Plattschwanz (Laticauda colubrina) アオマダラウミヘビ (Aomadara-Umihebi)                 | Nattern-Plattschwanz                         | nicht endemisch: Küstengewässer in Ostindien und im westlichen Pazifischen Ozean | giftig | IUCN: 2010                                                  |
| Plattschwänze (Laticauda)                          | Gewöhnlicher Plattschwanz (Laticauda laticaudata) ヒロオウミヘビ (Hirō-Umihebi)                  | Gewöhnlicher Plattschwanz                    | nicht endemisch: im Nordosten des Indischen Ozeans und im Westpazifik | giftig | JPN: IUCN: 2010                                             |
| Plattschwänze (Laticauda)                          | Halbgebänderter Plattschwanz (Laticauda semifasciata) エラブウミヘビ (Erabu-Umihebi)             | Halbgebänderter Plattschwanz                 | nicht endemisch: Asien im warmen Westpazifik zwischen Papua, Singapur und dem südlichen Japan | giftig | JPN: IUCN: 2010                                             |
| Pareas                                             | Pareas iwasakii イワサキセダカヘビ (Iwasaki-Sedaka-Hebi)                                         | Pareas iwasakii                              | endemisch: Yaeyama-Inseln (Iriomote-jima und Ishigaki-jima) | die Art ernährt sich ausschließlich von Schnecken; ihre nächsten Verwandten finden sich auf Taiwan.                                                    | JPN: IUCN: 2017                                             |
| Südasiatische Blindschlangen (Indotyphlops)        | Blumentopfschlange (Indotyphlops braminus) ブラーミニメクラヘビ (Burāminimekura-Hebi)            | Blumentopfschlange                           | nicht endemisch: Südostasien bis Indien | als einzige bekannte Schlangenart vermehrt sie sich rein parthenogenetisch (Jungfernzeugung)                                                           | IUCN:                                                       |
| Gloydius                                           | Mamushi (Gloydius blomhoffii) ニホンマムシ (Nihon-Mamushi)                                       | Mamushi                                      | nicht endemisch: Korea, China, Kunaschir, Japan (Hauptinseln sowie Sado, Izu-Ōshima, Hachijō-jima, Awaji-shima, Oki-Inseln, Gotō-Inseln, Amakusa-Inseln, Mageshima, Tanegashima, Yakushima)                                   | giftig; 2 Unterarten: - G. b. blomhoffii - G. b. dubitatus                                                                                             | IUCN: 2018                                                  |
| Gloydius                                           | Gloydius tsushimaensis ツシママムシ (Tsushima-Mamushi)                                           | Gloydius tsushimaensis                       | endemisch: | giftig | IUCN: 2018                                                  |
| Ovophis                                            | Okinawa-Habuschlange (Ovophis okinavensis) ヒメハブ (Hime-Habu)                                  | Okinawa-Habuschlange                         | endemisch: Ryūkyū-Inseln | giftig | IUCN: 2018                                                  |
| Protobothrops                                      | Sakishima-Habu (Protobothrops elegans) サキシマハブ (Sakishima-Habu)                             | Sakishima-Habu                               | endemisch: Yaeyama-Inseln (Ishigaki, Iriomote, Sotobanari, Uchibanari, Kohama, Taketomi, Kuroshima, Kayama) und Okinawa Hontō                                                                                                 | giftig | IUCN: 2018                                                  |
| Protobothrops                                      | Habuschlange (Protobothrops flavoviridis) ハブ (Habu)                                            | Habuschlange                                 | endemisch: Ryūkyū-Inseln (Okinawa Hontō, Amami-Inseln und Kume-jima) | giftig; 2 Unterarten: - P. f. flavoviridis - P. f. tinkhami                                                                                            | IUCN: 2018                                                  |
| Protobothrops                                      | Tokara-Habu (Protobothrops tokarensis) トカラハブ (Tokara-Habu)                                  | Tokara-Habu                                  | endemisch: Tokara-Inseln (Takara-jima und Kotakara-jima) | giftig | JPN: IUCN: 2018                                             |
| Achalinus                                          | Achalinus formosanus                                                                             | Achalinus formosanus                         | nicht endemisch: | 2 Unterarten: - A. f. formosanus - A. f. chigirai (jap. ヤエヤマタカチホヘビ, Yaeyama-Takachiho-Hebi)                                                  | JPN: (A. f. chigirai) IUCN: 2017                            |
| Achalinus                                          | Achalinus spinalis タカチホヘビ (Takachiho-Hebi)                                                 | Achalinus spinalis                           | nicht endemisch: | | IUCN: 2017                                                  |
| Achalinus                                          | Achalinus werneri アマミタカチホヘビ (Amami-Takachiho-Hebi)                                      | Externes Bild (Bitte Urheberrechte beachten) | endemisch: zentrale Ryūkyū-Inseln (Amami-Ōshima, Kakeroma-jima, Tokunoshima, Okinawa-jima und Tokashiki-jima) | | JPN: IUCN: 2017                                             |